# Gordes
Vous lisez un « article de qualité » labellisé en 2007.
Pour la ville turque, voir Gördes.
Gordes (prononcé [gɔʁd]) est une commune française située dans le département de Vaucluse en région Provence-Alpes-Côte d'Azur.
Le bourg est l'un des villages les plus visités du Parc naturel régional du Luberon. Il se situe aux confins du Parc et précisément dans les Monts de Vaucluse, qui font face au versant nord de la montagne du Luberon.
Perchée sur un rocher, la commune cotise à l'association Les Plus Beaux Villages de France pour son patrimoine riche et varié : deux abbayes, un château, de très nombreux hameaux anciens, et plusieurs centaines de cabanes en pierre sèche ou bories, plusieurs moulins à eau et à vent, des fontaines, des lavoirs et des aiguiers.
Selon le classement des plus beaux villages du monde publié le 12 février 2023 sur le site du magazine de voyages américain Travel + Leisure, Gordes est considéré comme le « plus beau village du monde, », devançant le village japonais de Shirakawa-go et Giethoorn aux Pays-Bas.
Gordes, située entre la réserve de biosphère du Parc naturel régional du Luberon et celle du mont Ventoux, possède un patrimoine naturel riche, encadré par des zones naturelles d'intérêt écologique, faunistique et floristique.
Après avoir connu un certain niveau d'artisanat jusqu'au XIXe siècle, la commune fut vidée d'une partie de ses habitants, pour renaître, tout d'abord à partir de la fin de la Seconde Guerre mondiale sous l'impulsion de personnalités artistiques, puis dans les années 1980 avec le développement de l'immobilier et des transports ferroviaires.

## Géographie

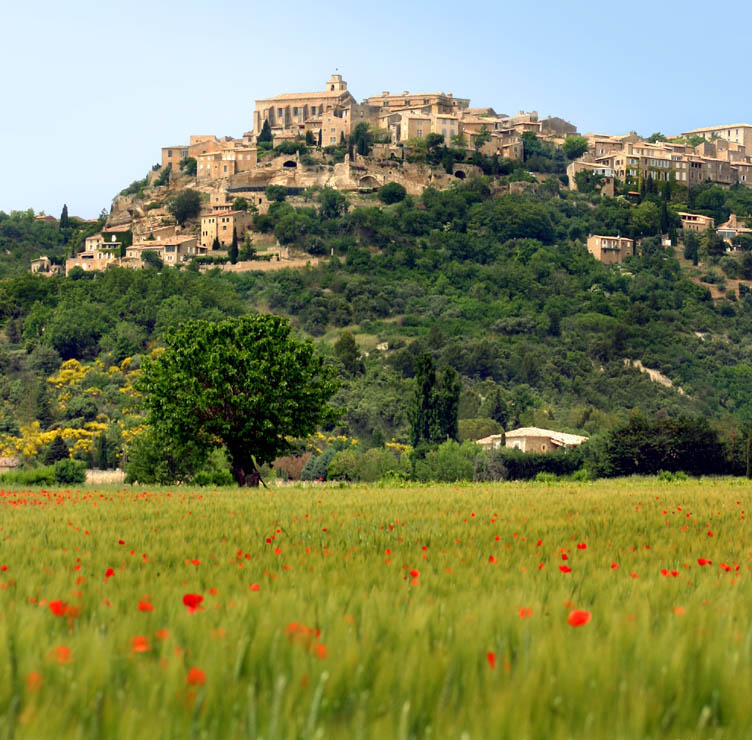
Vue sur le village de Gordes.

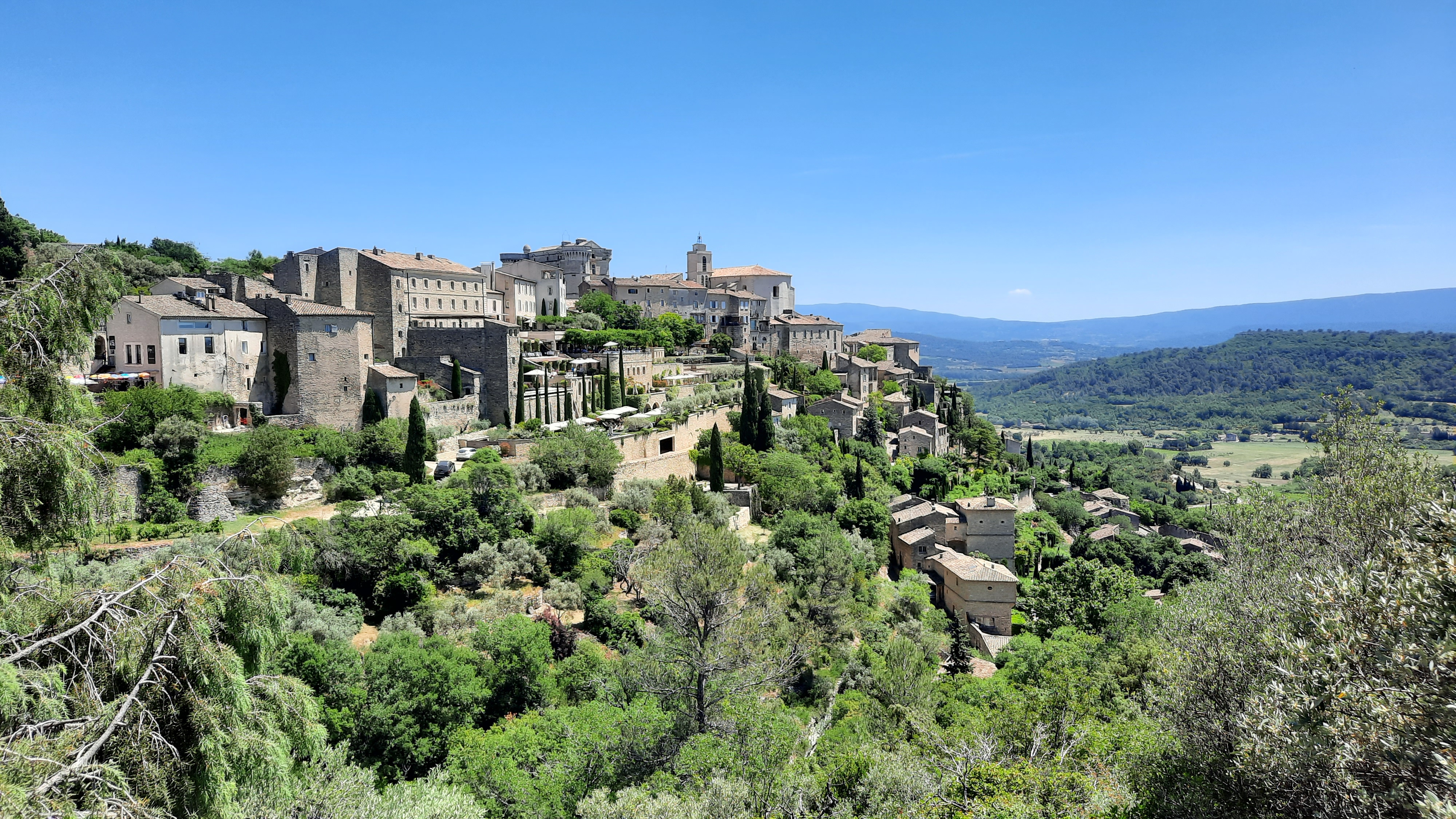
Gordes.

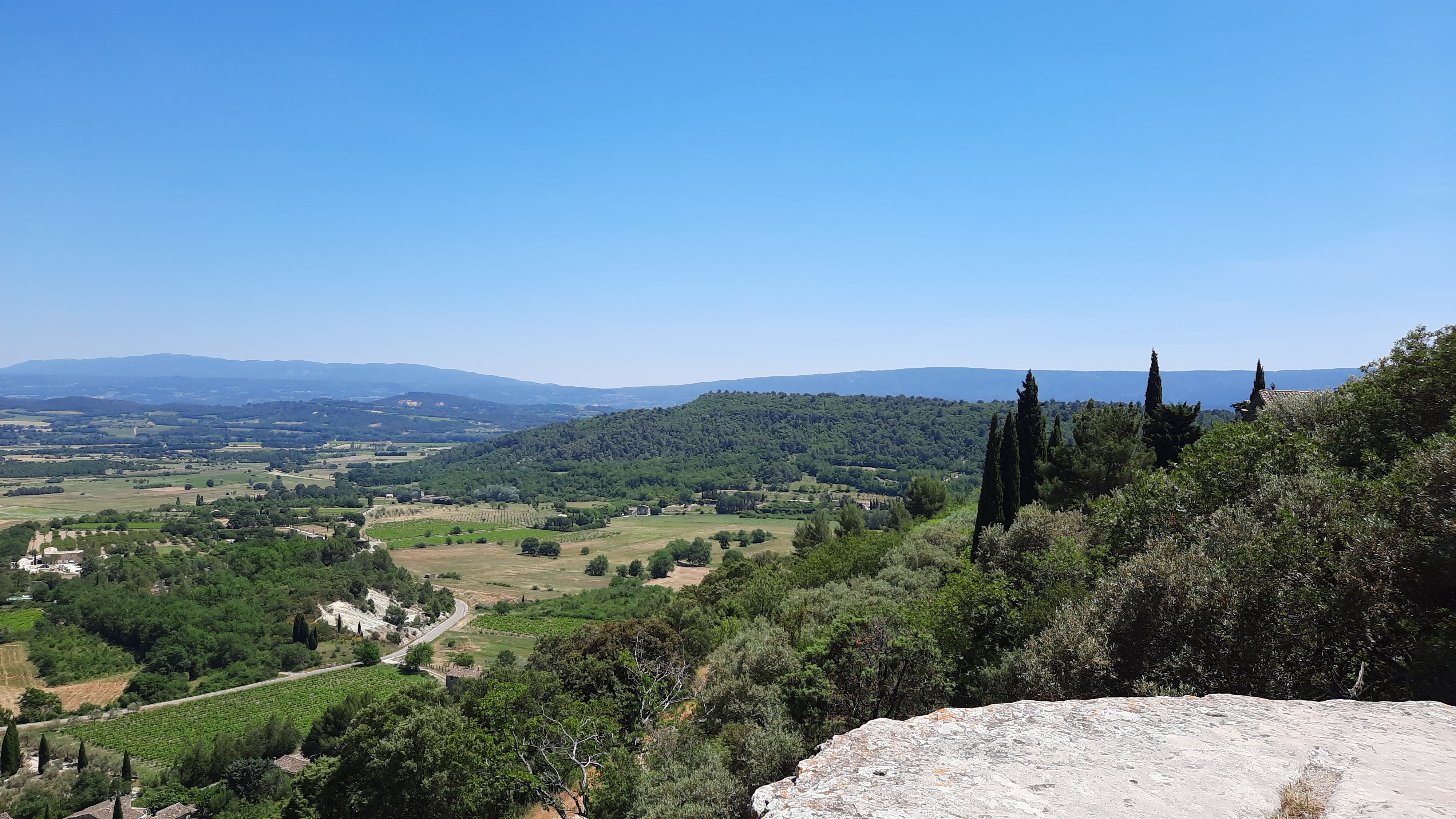
Panorama autour de Gordes.

### Situation
Gordes est située dans le centre du département de Vaucluse, sur le flanc sud des monts de Vaucluse, dominant du haut d'un piton rocheux la vallée du Calavon et faisant face à la montagne du Luberon.
La commune de Gordes est limitrophe de celles de Venasque, Le Beaucet et Murs au nord, Joucas et Roussillon, à l'est, Goult, Saint-Pantaléon, Beaumettes et Oppède au sud et Cabrières-d'Avignon et Saumane-de-Vaucluse à l'ouest. Elle se situe à mi-chemin entre Cavaillon et Saint-Saturnin-lès-Apt par la route départementale 2.
| Saumane-de-Vaucluse | Venasque              | Murs                  |
| Cabrières-d'Avignon | Gordes                | Joucas Roussillon     |
| Oppède              | Ménerbes , Beaumettes | Saint-Pantaléon Goult |

### Topographie
Située à cheval entre deux ensembles géographiques, Gordes est une des communes les plus étendues de la région avec 4 804 hectares.
Le nord de la commune est formé par les monts de Vaucluse. C'est là que se situe le point culminant de la commune à 635 mètres d'altitude, à proximité de la « Pouraque » et des « Trois Termes ». Le sud de la commune est formé de la plaine du Calavon (dite aussi « vallée Nord Luberon ») et des collines du secteur dit de la « Garrigue » où se trouve le point le plus bas de la commune à 111 mètres d'altitude, au sud-ouest de la municipalité, au niveau du « plan de l'Alba ».
Le village de Gordes se trouve quant à lui à la limite entre ces deux reliefs, sur un promontoire calcaire des monts de Vaucluse, dominant la plaine du Calavon de 120 mètres en culminant à 370 mètres d'altitude.

### Hydrographie et les eaux souterraines
Gordes est en partie situé sur les monts de Vaucluse, connus pour être riches en eau (Fontaine-de-Vaucluse se trouve à quelques kilomètres à l'ouest seulement). Plusieurs cours d'eau parcourent la commune, aussi bien en surface que sous terre.
Les deux principaux cours d'eau superficiels de Gordes ont joué un rôle primordial dans la vie et l'implantation des sites. La Sénancole, située à l'ouest de la commune, est à l'origine du choix du lieu d'implantation de l'abbaye de Sénanque. La Véroncle, située à l'est de la commune, a permis par un système de barrages et de canaux de diriger l'eau jusqu'à des moulins afin d'actionner des meules et développer l'activité économique du secteur. Mais la modernisation et les nombreux tremblements de terre (dont celui du 14 novembre 1887 qui détruisit, entre autres, le barrage principal) ont eu raison de cette activité. Le cours d'eau est depuis en partie souterrain. La Véroncle rejoint en bordure est de la commune, venant de Joucas vers Goult, le Carlet qui, comme la Roubine, se jette dans l'Imergue qui quitte la commune après avoir frôlé le Moulin des Roberts, ancien moulin à eau présent sur les cartes de Cassini selon l’appellation « moulin de Robert » et qui fut le plus important moulin de la commune au XVIIIe siècle.
Les cours d'eau souterrains de Gordes sont nombreux. Certains, comme dans le « vallon » au nord du village, avaient même été canalisés pour permettre à de plus grandes quantités d'eau d'arriver vers les lieux de vie. C'est ainsi que de nombreuses galeries et mines d'eau sont encore partiellement visibles (privé) sur les hauteurs, en amont du village.

### Géologie
Avec une forte variation du relief, la géologie des sols de la commune se divise en plusieurs zones distinctes.
Ainsi, il existe au nord, sur les monts de Vaucluse, des sols datant principalement du Jurassique supérieur composés de calcaires à faciès urgonien et de calcaires argileux. On trouve aussi, en très faible proportion et très localisé au-dessus de Sénanque, des couches datant de l’éocène–oligocène composées de calcaires, de sables et d'argiles.
La géologie au sud du village est plus complexe avec la plaine sous Gordes (sud-est) composée de sols datant du quaternaire (dépôts fluviatiles, colluvions et éboulis) et de sols du jurassique supérieur–crétacé (calcaires argileux et marnes bleues aptiens) ; les collines du secteur de « la garrigue » (au sud du village) composées de sols datant du crétacé–paléocène (calcaires gréseux, calcaires lacustres, sables argileux bariolés, sables blancs et ocrés ainsi que quelques cuirasses ferrugineuses) et du miocène (molasses calcaires, sables et marnes) ; enfin le sol du territoire descendant vers la plaine du Calavon avec une partie légèrement plus en hauteur datant du miocène (molasses calcaires, sables et marnes) et une plus basse du quaternaire (dépôts fluviatiles, colluvions et éboulis).

160° depuis l'ouest du village : Gordes, la plaine et le Luberon.

### Climat
Pour des articles plus généraux, voir Climat de Provence-Alpes-Côte d'Azur et Climat de Vaucluse.
En 2010, le climat de la commune est de type climat méditerranéen franc, selon une étude du Centre national de la recherche scientifique s'appuyant sur une série de données couvrant la période 1971-2000. En 2020, Météo-France publie une typologie des climats de la France métropolitaine dans laquelle la commune est exposée à un climat méditerranéen et est dans la région climatique Provence, Languedoc-Roussillon, caractérisée par une pluviométrie faible en été, un très bon ensoleillement (2 600 h/an), un été chaud (21,5 °C), un air très sec en été, sec en toutes saisons, des vents forts (fréquence de 40 à 50 % de vents > 5 m/s) et peu de brouillards.
Pour la période 1971-2000, la température annuelle moyenne est de 13,1 °C, avec une amplitude thermique annuelle de 17,1 °C. Le cumul annuel moyen de précipitations est de 784 mm, avec 6,4 jours de précipitations en janvier et 2,9 jours en juillet. Pour la période 1991-2020, la température moyenne annuelle observée sur la station météorologique de Météo-France la plus proche, « Cabrières d'Avignon », sur la commune de Cabrières-d'Avignon à 5 km à vol d'oiseau, est de 14,0 °C et le cumul annuel moyen de précipitations est de 696,9 mm. 
La température maximale relevée sur cette station est de 43,2 °C, atteinte le 28 juin 2019 ; la température minimale est de −15,2 °C, atteinte le 7 janvier 1985,,.
Les paramètres climatiques de la commune ont été estimés pour le milieu du siècle (2041-2070) selon différents scénarios d'émission de gaz à effet de serre à partir des nouvelles projections climatiques de référence DRIAS-2020. Ils sont consultables sur un site dédié publié par Météo-France en novembre 2022.

## Urbanisme

### Typologie
Au 1er janvier 2024, Gordes est catégorisée commune rurale à habitat dispersé, selon la nouvelle grille communale de densité à sept niveaux définie par l'Insee en 2022.
Elle appartient à l'unité urbaine d'Avignon, une agglomération inter-régionale regroupant 59  communes, dont elle est une commune de la banlieue,,. La commune est en outre hors attraction des villes,.

### Occupation des sols
L'occupation des sols de la commune, telle qu'elle ressort de la base de données européenne d’occupation biophysique des sols Corine Land Cover (CLC), est marquée par l'importance des forêts et milieux semi-naturels (49 % en 2018), en diminution par rapport à 1990 (50,5 %). La répartition détaillée en 2018 est la suivante : 
forêts (36,9 %), zones agricoles hétérogènes (27,2 %), cultures permanentes (12,1 %), milieux à végétation arbustive et/ou herbacée (12,1 %), terres arables (8 %), zones urbanisées (3,7 %). L'évolution de l’occupation des sols de la commune et de ses infrastructures peut être observée sur les différentes représentations cartographiques du territoire : la carte de Cassini (XVIIIe siècle), la carte d'état-major (1820-1866) et les cartes ou photos aériennes de l'IGN pour la période actuelle (1950 à aujourd'hui).

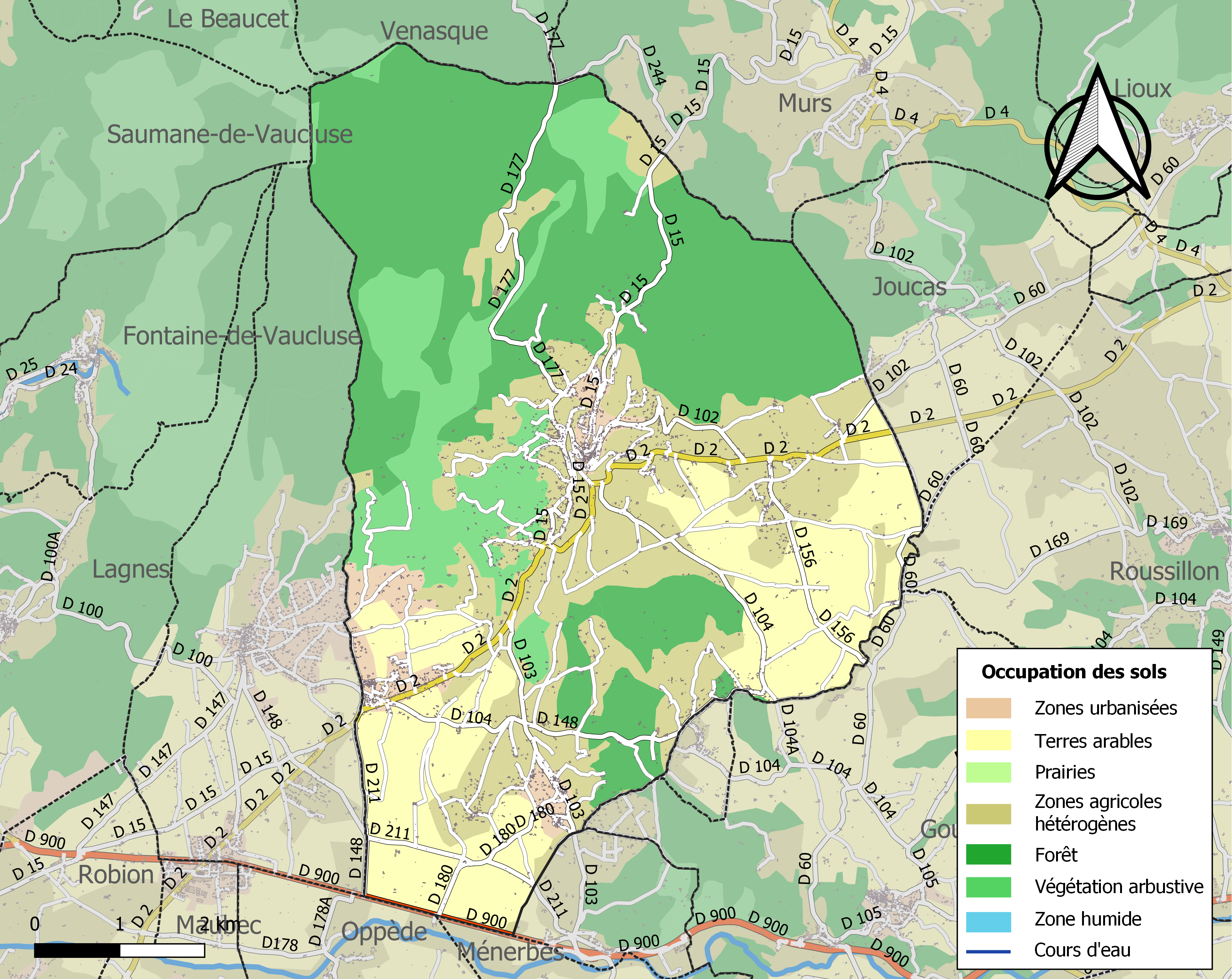
Carte des infrastructures et de l'occupation des sols de la commune en 2018 (CLC).

### Morphologie urbaine

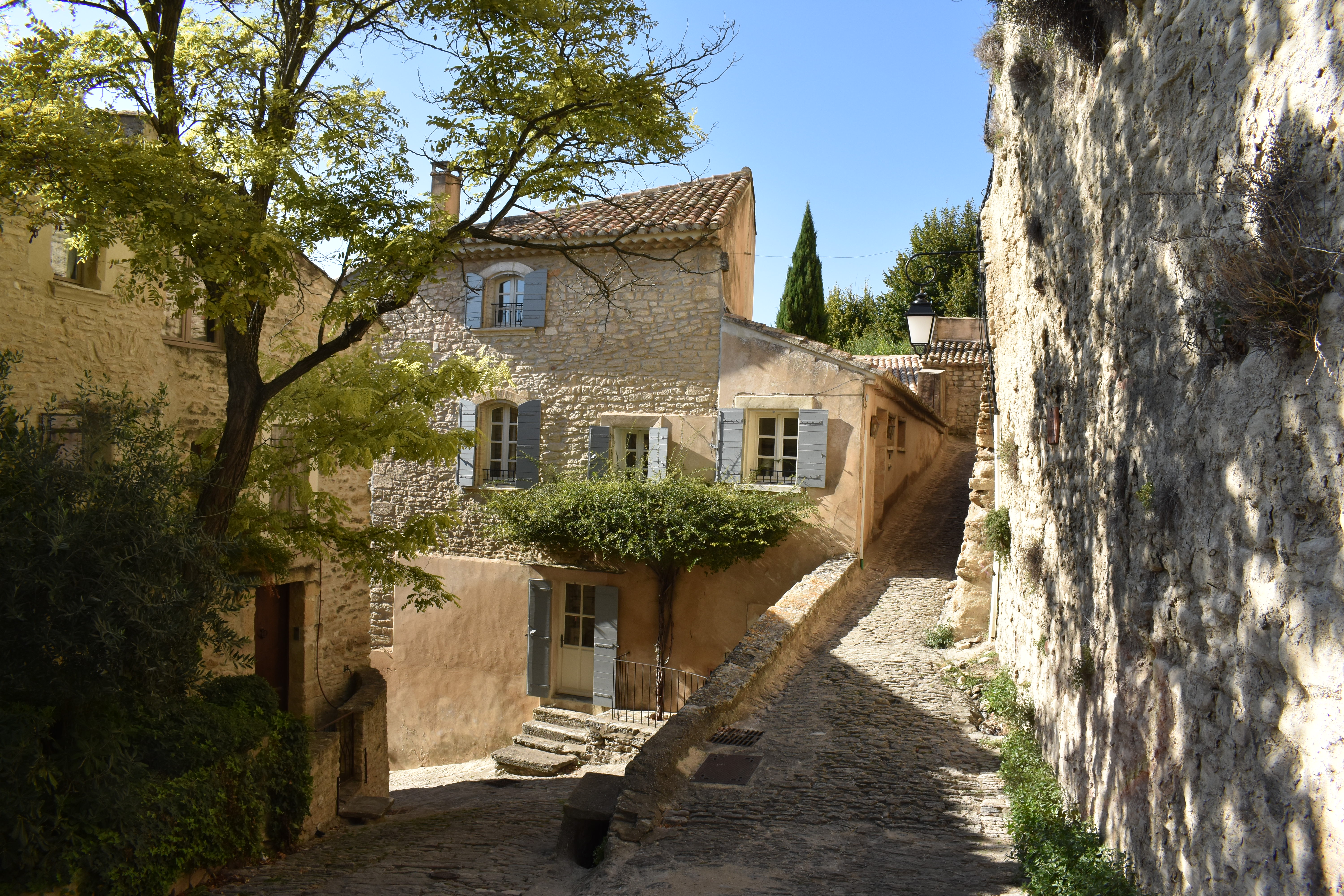
Ruelles à Gordes. Septembre 2018.

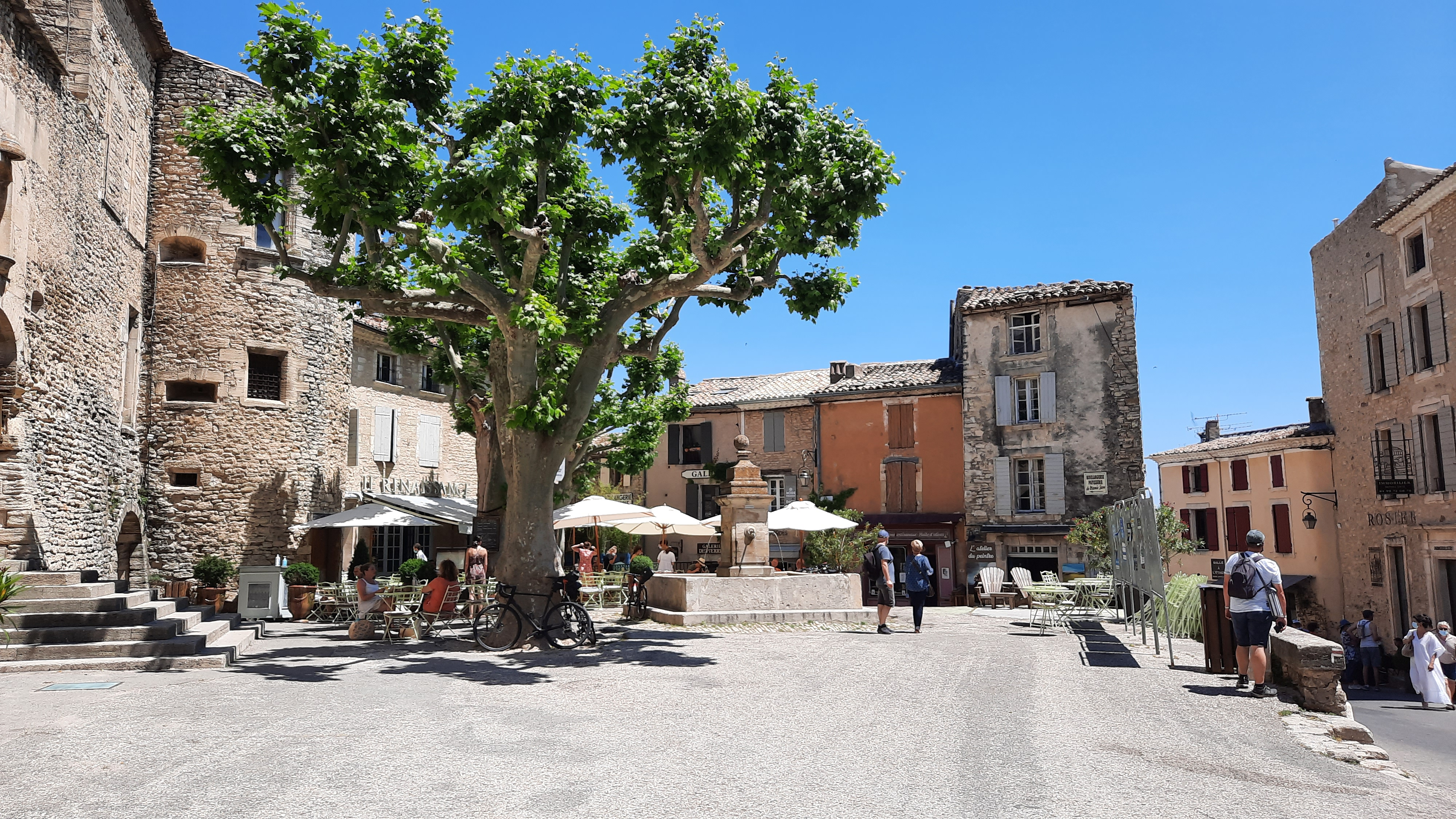
La place Genty Pentaly et sa fontaine.

Les 4910 hectares de la commune se répartissent ainsi:
- zones urbaines, 451 ha soit 9,2 %
- Zones agricoles, 1690 ha soit 34,4 %. Ce sont des vergers de fruitiers (oliviers, amandiers, etc.), des champs de lavandin, des vignes (AOC Ventoux) et des chênaies truffières situées en zones naturelles.
- zones naturelles, 2768 ha soit 56,4 %. Les zones naturelles sont principalement formées par les forêts méditerranéennes et garrigues couvrant les monts de Vaucluse.

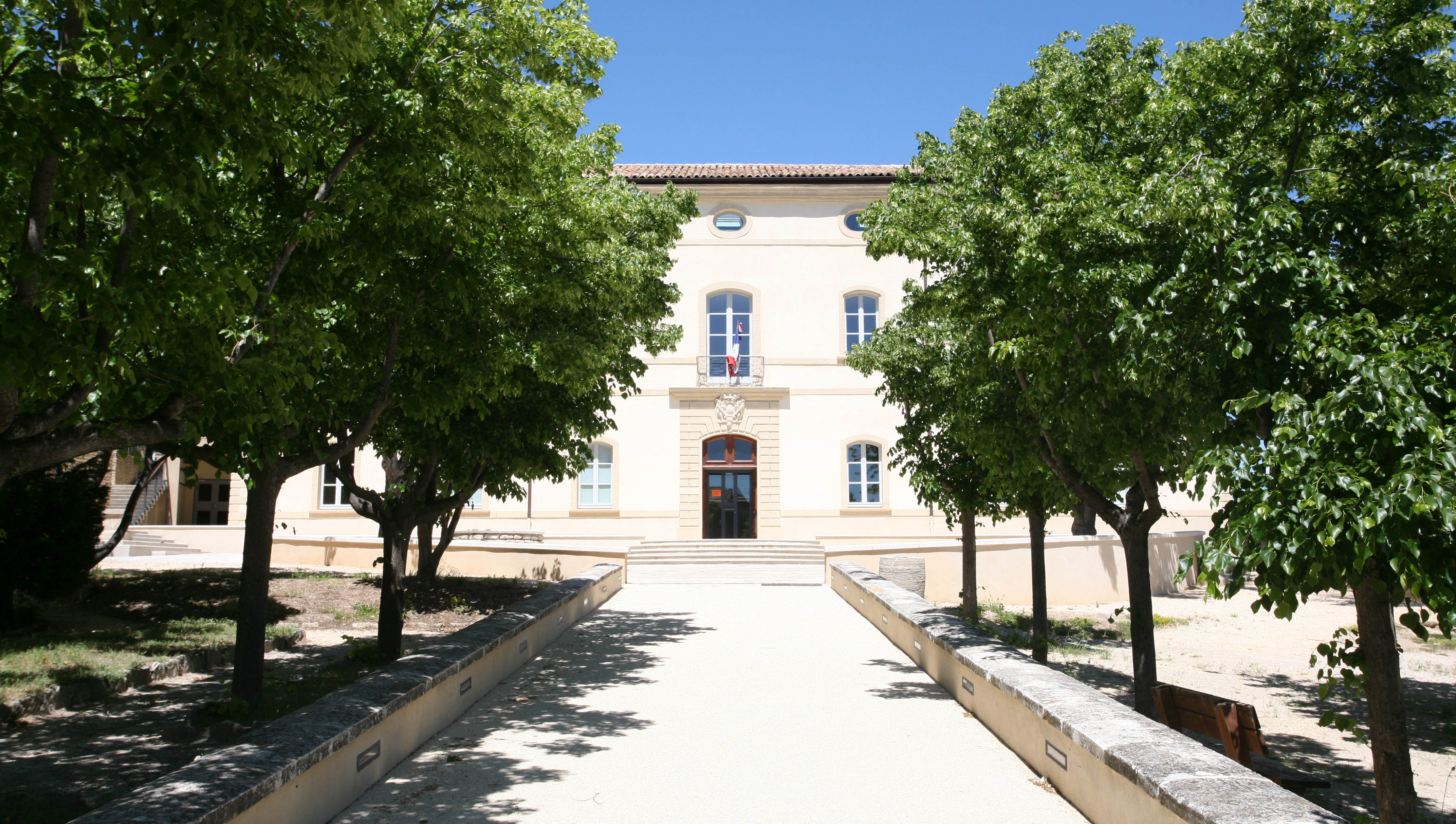
L'hôtel Simiane, nouveau centre administratif et culturel de Gordes.

Autour du bourg se trouvent de nombreux hameaux anciens, dont les noms sont ceux de familles locales (Gros, Imbert, Martin, Cortasse) ou indiquent l'activité qui y était pratiquée (les Bouillons, les Bouilladoires) :
- Les Imberts est le plus gros des anciens hameaux de Gordes. Il est situé dans la plaine directement au pied des monts de Vaucluse, à l'ouest de la commune et en bordure de celle de Cabrières-d'Avignon, à l'ancienne frontière entre la Provence et le Comtat Venaissin. Celui-ci possède sa propre église, construite entre 1785 et 1792 après que — fait rare pour une seule et même commune — l'ancienne église du hameau des Imberts eut accédé au statut de paroisse en 1777 sans pour autant qu'il y ait séparation administrative avec le village. Outre cette église, on trouve quelques éléments et façades du XVIIIe siècle. C'est dans ce hameau que se trouvent les deux stades de football de Gordes, un pour les matchs officiels et un pour l'entraînement, la crèche, une école et après avoir eu plusieurs petits commerces simultanés (boulangerie, épicerie, etc.) il ne reste en 2011 qu'un garage/station essence.
- Les Gros et les Martins sont deux anciens hameaux protestants assez proches l'un de l'autre, entre les Imberts et la commune des Beaumettes. Le hameau des Gros possède un temple protestant du XIXe siècle. Son cœur est composé d'un îlot ancien entouré d'une corolle de maisons lui servant de protection.
- Au hameau des Martins, l'une des maisons a une meurtrière couvrant la rue principale menant au cœur du hameau afin de les protéger des éventuelles attaques des catholiques.

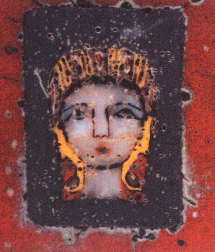
Médaillon de verre du IIIe siècle exposé au Musée du verre et du vitrail aux Bouillons.

- À côté des Martins, entre Gordes et les Beaumettes, se trouvent les deux hameaux des Bouilladoires et des Bouillons, lesquels tiennent leur nom du fait qu'on y faisait autrefois bouillir les peaux. Aux Bouillons, deux lieux sont à relever :
  - le Musée du vitrail et l'histoire du verre[22], né de la collection personnelle de Frédérique Duran et retraçant l'histoire du verre et exposant de nombreuses œuvres
  - le moulin des Bouillons[22], moulin à olives construit en 1762, classé monument historique en 1984.
- Dans la plaine au sud-est du village, les Sauvestres, les Pourquiers, les Marres ou encore les Cortasses (qui tient son nom d'une famille qui demeurait à Joucas dès avant 1432 et qui y possédait de nombreuses terres[23]) sont d'autres hameaux de Gordes avec en leur cœur des bâtiments dont les origines remontent quelquefois à plusieurs centaines d'années.

### Logement
Gordes comptait 1 641 logements en 1999, 1 805 logements en 2008 et 1 874 logements en 2013.
En 1999, les constructions anciennes mais également neuves sont bien plus présentes que la moyenne française : 13,0 % des résidences principales dataient de 1990 et plus contre 10,4 % en France et 38,1 % dataient d'avant 1949 contre 32,9 % en France. En revanche, la commune connaît un important déficit de constructions des années 1950 aux années 1970 qui s'explique par l'exode rural, compensé depuis par la construction de résidences secondaires en particulier. Depuis 1999, le volume de constructions nouvelles reste important, toutefois limité par le manque de terrains constructibles disponibles à la vente qui s'est épuisé en absence de l'arrivée d'un plan local d'urbanisme pour remplacer un plan d'occupation des sols datant du début des années 80.
En 1968, on comptait 599 résidences principales pour 159 résidences secondaires. En 1982, la proportion est de 605 résidences principales pour 394 résidences secondaires, soit en quatorze ans un nombre à peu près équivalent (plus un point seulement) de résidences principales alors que l’on a une augmentation de presque deux fois et demi le nombre de résidences secondaires.
En 1999, les résidences principales représentent 901 logements soit 54,9 % du parc, réparties à 98,5 % en maisons individuelles et à 1,5 % en appartements (respectivement 56,8 % et 43,2 % en France métropolitaine). Les propriétaires de leurs logements constituent 65,6 % des habitants contre 20,6 % qui ne sont que locataires (respectivement 54,7 % et 40,7 % en France métropolitaine). La commune ne compte par ailleurs aucun logement HLM,,,.
En 2008, il y a 944 résidences principales, 729 résidences secondaires et 132 logements vacants. En 2013, on dénombre 889 résidences principales, 813 résidences secondaires et 172 logements vacants.

### Architecture
Les normes de construction sont très strictes sur l'ensemble de la commune. La pierre est omniprésente et toute nouvelle construction doit en respecter la mise en œuvre traditionnelle en plus d'enterrer les lignes électriques et téléphoniques. Cette obligation de construire en pierre, tout comme l'utilisation de tuiles canal pour les toits, la forte limitation de la hauteur, le respect de certaines normes de construction parasismique, etc., s'appliquent même dans le cadre de bâtiments agricoles.
Murs et murets sont, par tradition, toujours faits de pierres locales. Ils sont dits de « pierre sèche » lorsqu'ils sont sans mortier ou à « joints vifs » lorsqu'ils sont sans joints apparents. Parfois, les pierres de la rangée supérieure sont posées sur la tranche afin de stabiliser les dernières assises (certains murs dépassent parfois les deux mètres de haut) mais aussi de différencier un mur en bordure de propriété d'un simple mur et de délimiter ainsi les parcelles. Enfin, ce dispositif permettait d'écarter certains animaux comme les loups, maintenant disparus, car les pierres ainsi posées sont plus coupantes qu’à l’horizontale.

### Voies de communication et transports
La route d'accès principale de Gordes est la route départementale D 2 venant de Cavaillon puis la route départementale D 15 qui continue au nord sur Murs après avoir traversé le village. C'est de cette route, par-dessus le rocher Bel-Air, que l'on peut observer le plus connu et le plus photographié des points de vue sur le village.
Gordes se situe à 38 kilomètres à l'est d'Avignon et de sa gare TGV, à 75 kilomètres de l'aéroport de Marseille Provence et à 87 kilomètres de Marseille. Les gares SNCF les plus proches sont à L'Isle-sur-la-Sorgue et Cavaillon, bien qu'il fût un temps où Coustellet était aussi desservi par une voie ferrée qui liait, entre autres, Apt à Cavaillon. Cette voie est actuellement entièrement désaffectée et dédiée aux cyclistes, marcheurs et patineurs.
Bien qu'il existe des espaces héliports privés et hôteliers aux alentours et un aéroclub sur Cabrières-d'Avignon à proximité directe de la commune, Gordes n'en possède aucun. L'aéroport le plus proche proposant des vols réguliers vers l'étranger est celui d'Avignon, puis pour un aéroport international de grande taille, celui de Marseille Provence.

## Toponymie
La commune s'écrit Gòrda en provençal selon la norme classique et Gordo selon la norme mistralienne.

## Histoire

### Préhistoire et antiquité
Les abris de Baume Brune, dans une falaise sur Joucas et Gordes, sont un ensemble de 43 abris préhistoriques dont seulement 8 sont ornés. Apparemment rien ne justifie la sélection de ces 8 abris - sauf l'écholocation. Des études d'archéoacoustique ont montré que les seuls abris décorés sont ceux émettant des sons réfléchis ; et l'abri no 12, le plus décoré et le seul décoré avec de la peinture noire, est aussi celui pour lequel les sons réfléchis sont les plus forts,,.
L'origine de Gordes est liée au peuple celte des Vordenses qui érigent un oppidum défensif pour Cavaillon au sommet du roc où se trouve actuellement le village. Le lieu est ensuite occupé par les Romains. Le nom de Gordes viendrait de Vordense qui se transforma en Gordenses puis Gordae et enfin Gordes.
Il reste encore plusieurs traces de l'importante occupation romaine comme le passage de la voie romaine de Carpentras à la vallée d'Apt au quartier des Cousins, les vestiges gallo-romains du quartier des Bouisses (squelettes, amphores, colonnes) ou les substructions gallo-romaines au hameau des Gros.

### Moyen Âge
Au VIIIe siècle, l’abbaye bénédictine de Saint-Chaffret est fondée par des moines de l'abbaye de Saint-Chaffre de Monastier-en-Velay sur les restes d'une ancienne cella détruite lors des invasions arabes.

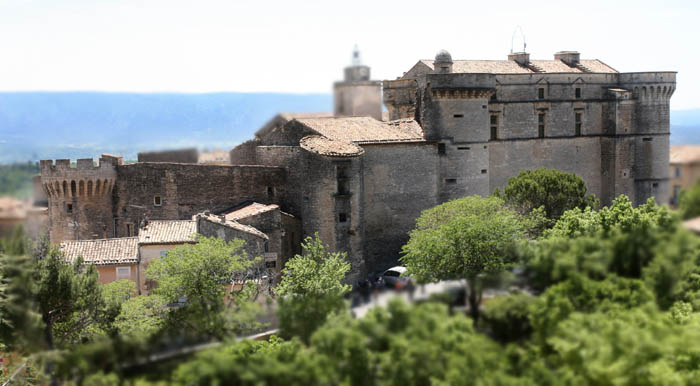
La vue du château par le nord permet de voir qu'il ne subsiste pas que la partie Renaissance.

Depuis le XIe siècle, la masse impressionnante de son château couronne le village de Gordes. Guillaume d'Agoult, l'un des premiers ancêtres de cette puissante famille féodale qui couvrit de fortifications tous les villages environnants, le mentionne dans une charte datée du 30 novembre 1031 (texte original contenu dans le cartulaire de Saint-Victor de Marseille). Ses successeurs le renforcent jusqu'à en faire en 1123 un nobile castrum, le seul ainsi dénommé parmi les très nombreux châteaux avoisinants. Assiégé en vain par le baron des Adrets durant les guerres de religion, il est le fief des marquis de Simiane puis des ducs de Soubise et au XVIIIe siècle des princes de Condé.
Au XIIIe siècle, Gordes rallie la maison de Savoie en se mettant sous la protection de Béatrix de Savoie à la suite d'une brouille avec le royaume de France. Celle-ci y établira une garnison (citée en 1258).
Au milieu du XIVe siècle, tout comme dans les villages environnants, les premiers remparts se dressent au pied des maisons. C'est l'une des répercussions de la peur engendrée par la guerre de Cent Ans. François Joseph de Rémerville de Saint-Quentin décrit en 1690 le village en ces termes : « Gordes, gros bourg fermé de murailles », mais également des guerres locales comme celles de Raymond de Turenne (célèbre sous le nom de « Fléau de Provence ») contre le pouvoir papal d'Avignon, à la fin du XIVe siècle ou celui-ci pilla Gordes et la région.
À la suite de la mort du roi René, le comté de Provence est incorporé au royaume de France sous l'appellation de « province royale française » en 1481. Une insurrection éclate dans les anciens états des d'Agoult-Simiane et l'ancien comté de Forcalquier. Gordes se distingue par une forte opposition au centralisme français, mais paie lourdement ses prétentions d'indépendance. Un an plus tard, pour le mariage de son fils, Jacques Raybaud de Simiane prend le titre de « baron de Gordes ». Par la suite, l'ensemble de sa descendance garde ce titre sans qu'aucun texte connu ne parle d'une transformation de la seigneurie en baronnie.

### Temps modernes
En 1544, des Vaudois incendient le monastère de Sénanque, abbaye cistercienne fondée en 1148 lors du mouvement de renaissance spirituelle et religieuse qui touche la région aux XIIe et XIIIe siècles.
Gordes est l'un des premiers villages à accepter la réforme protestante, choix très osé à l'époque vu la proximité d'Avignon. En 1615, Gordes est érigé en marquisat par Louis XIII en faveur de Guillaume de Gordes Simiane. Au XVIIIe siècle le marquisat passe aux Rohan-Soubisse, puis aux Condé.
En 1709, plusieurs documents attestent d'un hiver très rude qui a fortement pénalisé la population en détruisant récoltes (dont les oliviers), pots de stockage, cuves en pierre, etc.. En 1720, la peste arrive à Marseille, l'année suivante, elle frappe déjà toute la Provence et arrive en Comtat Venaissin.
Dans la deuxième moitié du XVIIIe siècle, l'entretien des remparts qui entourent le bourg est peu à peu abandonné. L'un des cimetières est transféré en dehors de l'enceinte en 1755 à son emplacement actuel, mais il n'est solennellement béni que le 27 mai 1855.

### XIXesiècle
À la suite du décret du 25 juin 1793, le département de Vaucluse est créé le 12 août 1793. Il est alors constitué des districts d'Avignon et de Carpentras mais aussi de ceux d'Apt (dont Gordes fait partie) et d'Orange, qui appartenaient aux Bouches-du-Rhône, ainsi que du canton de Sault, qui appartenait aux Basses-Alpes.
De la fin du XVIIIe siècle à la deuxième moitié du XIXe siècle, l'activité économique autour de Gordes est forte et la commune est alors bien peuplée.
Au début du XIXe siècle, la transformation du grain en farine est réalisé dans cinq moulins, tous à eau. Le plus important est le moulin des Roberts, situé sur l'Imergue, en bordure de la commune de Goult.
Dans le domaine de la production agricole, on note la culture de la garance, l'oléiculture ou encore la culture des figues et des amandes. Il y a aussi l'élevage de vers à soie servant à l'artisanat.
Du côté de la production artisanale, mentionnons le travail du cuir par des tanneurs et de très nombreux cordonniers. À l'époque, l'on portait un modèle unique de chaussure aux deux pieds et l'idée (trouvée et exploitée ailleurs) de différencier les chaussures droite et gauche fit perdre au village le marché militaire, entraînant la chute de cette activité. On note aussi le tissage de la soie, dont Gordes était un centre important, avec deux filatures. Ajoutons enfin plusieurs carderies de laine ainsi que la confection de « cadis » (lainages et draps grossiers).
Concernant la production de matières premières, Gordes est connu avant tout pour ses pierres. Deux variétés ont fait sa renommée : la molasse, qui fut utilisée dans la construction, et la pierre de Gordes, résistante au feu et utilisée pour les fours et les cheminées. Il y eut aussi des mines de fer, une mine de charbon sur la colline de Roques et même une mine de soufre, au bas du village.
En décembre 1851, 50 à 60 républicains de la commune de Gordes participent à l'insurrection contre le coup d'État du 2 décembre 1851 de Louis-Napoléon Bonaparte. Dirigés par le médecin Appy, qui avait pris le relais de Germain dit Saint-Martin comme meneur local du parti républicain, les « rouges » de Gordes se joignent à la colonne insurrectionnelle, partie d'Apt le matin du lundi 8 décembre, à Coustellet. À ce moment de l'insurrection, les forces républicaines sont évaluées à près de 1600 hommes.
Le mardi gras de 1886, un incendie détruit la filature de Fontaine basse. Cette catastrophe économique oblige les fileuses à faire plus de trois heures de marche pour aller travailler à Fontaine-de-Vaucluse. Depuis, le chemin qu'elles empruntaient est appelé le Chemin des fileuses.
De la fin du XIXe siècle au début du XXe siècle, le Luberon subit plusieurs tremblements de terre. Celui du 14 novembre 1887 ébranle le clocher et détruit plusieurs maisons, ainsi que tout un secteur de l'activité gordienne, puisque la Véroncle devient souterraine une partie de l'année, privant ainsi d'énergie les cinq moulins. En 1909, un nouveau séisme détruit d'autres maisons encore. En les froids rigoureux de 1890 et 1892 endommagent profondément les productions agricoles.
En 1914, on recense dans la commune 18 moulins à vent, qui ont petit à petit remplacé les moulins à eau.

### XXesiècle
Pendant la Seconde Guerre mondiale, Gordes est un important lieu de Résistance, ce qui vaudra au village de recevoir la Croix de guerre avec étoile d'argent.
Le 21 août 1944, une semaine après le débarquement sur les côtes de Provence, une patrouille allemande ayant été durement accrochée par le maquis, le village, dès le lendemain, est victime de violentes représailles.
Le 22 août, les Allemands font rentrer dans les maisons les rares habitants qui n'ont pu se mettre à l'abri, tirant sur ceux qui s'attardent ; puis, ayant installé des canons en face sur le rocher de Bel Air, ils bombardent le village, y détruisant une douzaine de maisons, tandis que plusieurs autres sont dynamitées puis incendiées, principalement aux entrées de la cité pour obstruer les carrefours et ralentir ainsi d'éventuels poursuivants. Au total, vingt immeubles ont été détruits par représailles ou par faits de guerre.
La milice avait aussi été active à Gordes et de nombreux immeubles furent, en invoquant cette raison, pillés et incendiés à la Libération, dont la maison du notaire Villevieille qui contenait les archives notariales du village. Toutes ces destructions valurent à la commune le triste privilège de figurer parmi les trois « villes sinistrées » du département de Vaucluse.
Au total, treize personnes sont tuées ou exécutées pendant la Seconde Guerre mondiale et c'est l'intervention d'un moine de l'abbaye de Sénanque auprès de la Kommandantur qui permet d'éviter des sévices encore plus graves. Vingt habitants sont tombés sous les balles ennemies et cinq d'entre eux ont été emmenés en terre étrangère.
À la suite de ces heures tragiques, la ville est citée à l'ordre de la division, le 11 novembre 1948. La Croix de guerre avec étoile d'argent lui est attribuée avec la citation suivante : « Ville martyre qui fut sous l'Occupation un des centres les plus actifs de la Résistance ».
Depuis l'après-guerre et la nécessaire période de reconstruction, le village attire de plus en plus d'artistes dont Marc Chagall ou encore Jean Deyrolle qui découvre le village en 1947 et y entraîne nombre de ses amis (Serge Poliakoff, Vasarely, Dewasne, etc.).
Plus récemment, les principales activités sont liées au tourisme (dont l'hôtellerie, les santons, les tissus, l'art, etc.) et à l'immobilier (vente, construction, décoration, etc.).
Plusieurs galeries d'expositions sont également installées dans le village.

## Politique et administration

### Tendances politiques
Politiquement, Gordes est clairement une commune conservatrice, les électeurs ayant continuellement voté très majoritairement à droite à toutes les consultations électorales depuis plusieurs décennies. Les élections municipales sont remportées depuis 1983 par Maurice Chabert (RPR puis UMP). Il cède sa place à Richard Kitaeff (maître de conférences à Sciences Po Paris) en avril 2015 pour éviter un cumul de mandats.
Au référendum européen sur le traité de Maastricht (scrutin du 20 septembre 1992), sur 1 601 inscrits, 1 267 ont voté, ce qui représente une participation de 79,14 %, soit une abstention de 20,86 %. Il y a eu une légère victoire du oui avec 632 voix(51,09 %) contre 605 voix (48,91 %) qui se sont prononcées pour le non, trente votes (2,37 %) étant blancs ou nuls.
À l’Élection européenne de 2004, Françoise Grossetête (UMP) est arrivé en tête avec 28,15 %, suivie par Michel Rocard (PS) avec 23,20 %, Thierry Cornillet (UDF) avec 13,66 %, Jean-Marie Le Pen (FN) avec 10,60 %, Jean-Luc Bennahmias (écologie) avec 7,18 % et Patrick Louis (MPF) avec 6,36 % ; aucun autre candidat ne dépassant le seuil des 2,5 %.
Au référendum sur la constitution européenne (scrutin du 29 mai 2005), sur 1 676 inscrits, 1 316 ont voté, ce qui représente une participation de 78,52 % et une abstention de 21,48 %. Il y a eu une victoire du oui avec 716 voix (55,85 %), 566 voix (44,15 %) s'étant prononcées contre et 34 (2,58 %) étant des votes blancs ou nuls.
À l’élection présidentielle de 2007, le premier tour a vu se démarquer nettement en tête Nicolas Sarkozy (UMP) avec 47,27 %, suivi par Ségolène Royal (PS) avec 16,56 %, François Bayrou (UDF) avec 16,12 %, Jean-Marie Le Pen (FN) avec 10,60 % et Philippe de Villiers (MPF) avec 2,35 %, aucun autre candidat ne dépassant le seuil des 2 %. Le second tour a vu arriver largement en tête Nicolas Sarkozy avec 70,48 % (résultat national : 53,06 %) contre 29,52 % pour Ségolène Royal (résultat national : 46,94 %).
Aux élections législatives de juin 2007, les électeurs de la commune, qui fait partie de la deuxième circonscription de Vaucluse, ont largement contribué à faire élire Jean-Claude Bouchet (UMP) avec 69,86 % des voix contre 55,6 % à l'échelle de la circonscription.
Les élections cantonales de 2008 ont vu la victoire de Maurice Chabert (DVD) face à Alain Daumen (SOC) au premier tour.
Lors des élections européennes de 2009 en France, les électeurs gordiens ont placé largement en tête la liste de l'UMP avec 46,57 % des voix contre 29,34 % au niveau de la circonscription Sud-Est (rassemblant Rhône-Alpes, PACA et Corse).
À l’élection présidentielle de 2012, le premier tour a vu se démarquer nettement en tête Nicolas Sarkozy (UMP) avec 45,51 %, suivi par Marine Le Pen (FN) avec 18,10 %, François Hollande (PS) avec 17,90 % et François Bayrou (UDF) avec 7,45 %. Aucun autre candidat ne dépassant les 6 %. Le second tour a vu arriver largement en tête Nicolas Sarkozy avec 69,42 % contre 30,58 % pour François Hollande.
Aux élections législatives de 2012, les électeurs de la commune, qui fait partie de la cinquième circonscription de Vaucluse, ont voté pour Julien Aubert (UMP) avec 45,07 % des voix au premier tour, puis 66,90 % des voix au second.
Lors des élections européennes de 2014 en France, les électeurs gordiens ont placé en tête la liste de l'UMP avec 34,32 % des voix contre 22,40 % au niveau de la circonscription Sud-Est (rassemblant Rhône-Alpes, PACA et Corse).
À l’élection présidentielle de 2017, le premier tour a vu se démarquer nettement en tête François Fillon (UMP) avec 37,38 %, suivi par Marine Le Pen (FN) avec 21,15 %, Emmanuel Macron (REM) avec 20,11 % et Jean-Luc Mélenchon (FI) avec 10,82 %. Aucun autre candidat ne dépassant les 5 %. Le second tour a vu arriver largement en tête Emmanuel Macron avec 60,07 % contre 39,93 % pour Marine Le Pen.

### Administration municipale
Le nombre d'habitants au dernier recensement étant compris entre 1 500 et 2 499, le nombre de membres du conseil municipal est de 19.

### Liste des maires
| Période      | Période      | Identité          | Étiquette | Qualité     |
| ------------ | ------------ | ----------------- | --------- | ----------- |
| mai 2020     | en cours     | Richard Kitaeff   | SE        | Avocat      |
| février 2018 | mai 2020     | Françoise Rambaud |           |             |
| avril 2015   | février 2018 | Richard Kitaeff   | SE        | Avocat      |
| mars 1983    | avril 2015   | Maurice Chabert   | UMP       | Professeur  |
| 1977         | 1983         | Marcel Florent    | SE        | Agriculteur |
| 1947         | 1977         | Justin Bonfils    | CNIP      | Agriculteur |
| 1945         | 1947         | Maurice Bourgue   |           |             |
| 1944         | 1945         | Emile Roure       | PCF       |             |
| 1920         | 1944         | Hilarion Rivarel  |           |             |
| 1889         | 1920         | Samuel Germain    |           |             |

### Rattachements administratifs et électoraux
Gordes est le chef-lieu d'un canton de huit communes totalisant 5 889 habitants en 1999. Le canton fait partie de la deuxième circonscription de Vaucluse.
Gordes fait partie de la juridiction d’instance d'Apt et de grande instance ainsi que de commerce d'Avignon.
Le conseil municipal est composé de dix-neuf membres, proportionnellement au nombre d'habitants.

### Budget municipal
Le budget municipal de fonctionnement pour 2007 prévoit 3 094 417,09 euros de dépense pour 3 565 394,00 euros de recettes, soit un excédent de fonctionnement de 470 976,91 euros.
Les trois principaux postes de dépenses sont les « charges à caractère général » (753 800 euros), les « autres charges de gestion courante » (654 219 euros) et les « charges financières » (550 000 euros). Le poste de recettes principal concerne les impôts et les taxes avec 1 961 933 euros ; ce poste comprend, entre autres, les impôts locaux (taxe d'habitation, taxe foncière, taxe professionnelle, taxe d'enlèvement des ordures ménagères) mais aussi les taxes de séjour (locations saisonnières, hôtellerie, chambres d'hôtes, etc), les taxes de parking, etc. Suivent ensuite les postes « produit des services du domaine » avec 711 600 euros, les « dotations et subventions » pour 504 316 euros et les « autres produits de gestion courante » avec 336 145 euros, le reste des postes ne dépassant pas les 20 000 euros.
Plusieurs chantiers publics sont en prévision dont d'importants travaux de réfection de chaussée sur divers chemins (été 2007 à début 2008), un programme de construction et reconstruction de certains murs de soutènement et un aménagement de parkings de délestage à la sortie de Gordes, sur la route de Murs.

### Services publics
La commune accueille de nombreuses infrastructures de service public : établissements scolaires (une crèche et deux écoles), un hôpital pour personnes âgées, des salles pour les nombreux clubs et associations de la commune, des lieux de culte (une église et un temple protestant), un bureau de poste, une gendarmerie, un centre des finances publiques et une bibliothèque.

### Politique environnementale
Plusieurs conteneurs permettent aux Gordiens de faire un tri sélectif.
Un camion passe deux fois par mois pour effectuer gratuitement le ramassage des « encombrants » (sommiers, électroménager, meubles...), cependant la commune ne possède pas son propre centre de traitement des déchets.
La déchèterie la plus proche est la déchèterie de Coustellet.

### Fiscalité locale
| Taxe                                                | Part communale | Part intercommunale | Part départementale | Part régionale |
| --------------------------------------------------- | -------------- | ------------------- | ------------------- | -------------- |
| Taxe d'habitation (TH)                              | 6,56 %         | 0,00 %              | 7,55 %              | 0,00 %         |
| Taxe foncière sur les propriétés bâties (TFPB)      | 9,83 %         | 0,00 %              | 10,20 %             | 2,36 %         |
| Taxe foncière sur les propriétés non bâties (TFPNB) | 38,51 %        | 0,00 %              | 28,96 %             | 8,85 %         |
| Taxe professionnelle (TP)                           | 00,00 %        | 19,99 %             | 13,00 %             | 3,84 %         |

La Part régionale de la taxe d'habitation n'est pas applicable.

### Budget et fiscalité 2016
En 2016, le budget de la commune était constitué ainsi :
- total des produits de fonctionnement : 8 634 000 €, soit 4 321 € par habitant ;
- total des charges de fonctionnement : 7 718 000 €, soit 3 863 € par habitant ;
- total des ressources d'investissement : 11 851 000 €, soit 5 932 € par habitant ;
- total des emplois d'investissement : 11 413 000 €, soit 5 712 € par habitant ;
- endettement : 11 813 000 €, soit 5 912 € par habitant.

Avec les taux de fiscalité suivants :
- taxe d'habitation : 6,82 % ;
- taxe foncière sur les propriétés bâties : 10,23 % ;
- taxe foncière sur les propriétés non bâties : 42,00 % ;
- taxe additionnelle à la taxe foncière sur les propriétés non bâties : 0,00 % ;
- cotisation foncière des entreprises : 0,00 %.

Chiffres clés Revenus et pauvreté des ménages en 2014 : médiane en 2014 du revenu disponible, par unité de consommation : 22 040 €.

### Jumelages
Gordes est jumelé avec Annet-sur-Marne (département de Seine-et-Marne) depuis 1985.
C'est autour d’un personnage commun, le peintre Victor Vasarely, citoyen d'honneur des deux villages, que ces communes ont décidé de se jumeler en juin 1985.
La cérémonie s’est ensuite déroulée le 13 et 14 juillet de la même année dans la salle d’honneur du château de Gordes (voir article ci-contre).

## Équipements et services publics

### Espaces publics
La commune bénéficie d'une bibliothèque municipale.

### Enseignement
On trouve sur la commune deux écoles :
La première, école maternelle, est située au niveau du hameau des Imberts.
La seconde, école primaire, est située au niveau du bourg, en direction de Murs.
Il n'y a pas de collège sur la commune, mais il existe un collège sur la commune voisine de Cabrières-d'Avignon, au niveau de Coustellet.

### Santé
On trouve plusieurs professionnels de santé sur Gordes (généraliste, kiné, etc.) ou à proximité, ainsi qu'une pharmacie au cœur du bourg, à proximité de l'église.
Il existe aussi un centre hospitalier, maison de retraite.

## Population et société

### Démographie
L'évolution du nombre d'habitants est connue à travers les recensements de la population effectués dans la commune depuis 1793. Pour les communes de moins de 10 000 habitants, une enquête de recensement portant sur toute la population est réalisée tous les cinq ans, les populations de référence des années intermédiaires étant quant à elles estimées par interpolation ou extrapolation. Pour la commune, le premier recensement exhaustif entrant dans le cadre du nouveau dispositif a été réalisé en 2008.

En 2022, la commune comptait 1 664 habitants, en évolution de −11,16 % par rapport à 2016 (Vaucluse : +1,73 %, France hors Mayotte : +2,11 %).
| 1793  | 1800  | 1806  | 1821  | 1831  | 1836  | 1841  | 1846  | 1851  |
| ----- | ----- | ----- | ----- | ----- | ----- | ----- | ----- | ----- |
| 2 807 | 2 812 | 3 010 | 2 956 | 2 848 | 2 867 | 2 891 | 3 008 | 2 948 |

| 1856  | 1861  | 1866  | 1872  | 1876  | 1881  | 1886  | 1891  | 1896  |
| ----- | ----- | ----- | ----- | ----- | ----- | ----- | ----- | ----- |
| 2 899 | 2 937 | 2 805 | 2 594 | 2 512 | 2 204 | 2 010 | 1 767 | 1 638 |

| 1901  | 1906  | 1911  | 1921  | 1926  | 1931  | 1936  | 1946 | 1954  |
| ----- | ----- | ----- | ----- | ----- | ----- | ----- | ---- | ----- |
| 1 562 | 1 447 | 1 360 | 1 057 | 1 069 | 1 111 | 1 165 | 953  | 1 075 |

| 1962  | 1968  | 1975  | 1982  | 1990  | 1999  | 2006  | 2008  | 2013  |
| ----- | ----- | ----- | ----- | ----- | ----- | ----- | ----- | ----- |
| 1 363 | 1 536 | 1 574 | 1 607 | 2 031 | 2 092 | 2 126 | 2 134 | 1 946 |

| 2018  | 2022  | - | - | - | - | - | - | - |
| ----- | ----- | - | - | - | - | - | - | - |
| 1 672 | 1 664 | - | - | - | - | - | - | - |

#### Éléments d'histoire
Selon une enquête du diocèse de Cavaillon réalisée en 1597 et qualifiant Gordes d'« important village », la population de l'époque était de 3 000 habitants alors que celle de Cavaillon n'était que de 4 000 habitants à la même époque. Ce chiffre de 3 000 habitants semble être proche de la valeur moyenne jusqu'aux années 1860–1870, début de la dépopulation du secteur.
La commune a de plus en plus de soucis économiques. Le feu a détruit la filature de Fontaine basse, les anciens moulins à eau ne peuvent plus fonctionner, les inventions (la garance est remplacée par des colorants synthétiques à l'aniline) et les rigueurs climatiques nuisent aux activités artisanales et agricoles de la commune. Les lieux commencent à être désertés jusqu'aux environs de 1920.
Au-delà de cette période, la population croît de nouveau jusqu'au début de la Seconde Guerre mondiale qui fait chuter celle-ci.
Depuis la fin de la Seconde Guerre mondiale, la population s'accroît avec une progression plus forte entre 1982 et 1990, correspondant au résultat d'un long travail de valorisation de l'immobilier local, à un nouveau plan d'occupation des sols en 1984 (toujours en vigueur) favorisant la conservation de la qualité du site, au développement des autoroutes et à l'arrivée du TGV.

#### Différenciation entre la commune et le bourg
Alors que le village comprenait 1 100 habitants sur une population totale de 2 805 (soit 39 %) en 1866, seulement vingt ans plus tard, en 1886, année de l'incendie de la filature de Fontaine basse, la proportion s'est réduite à 651 pour 2 010 (soit 32 %) sur la commune.
En 1911, elle est de 366 sur 1 360 soit 27 % seulement. Les gens abandonnent le bourg qui offre de moins en moins de travail. Les hameaux se dépeuplent moins vite, car l'activité agricole est facilitée par la proximité des terres cultivables et la création de plusieurs cercles permettant de fournir un emploi aux habitants. Malgré cela, la commune se vide peu à peu.
En 1954, la proportion est de 232 sur 1 075 soit seulement 21 %. La Seconde Guerre mondiale a fait des dégâts : dans le bourg, les maisons qui n'ont pas été détruites par les bombardements l'ont été pour des raisons fiscales (retrait du toit pour éviter la taxe d'habitation) et par manque d'entretien. Petit à petit, des gens se prennent d'affection pour la forme particulière du bourg et celui-ci se repeuple. En 1962, on compte 397 habitants dans le bourg pour 1 363 dans la commune, soit un retour vers les 29 %. Cette proportion a encore augmenté depuis avec un élargissement des limites du bourg ainsi que la reconstruction des anciennes maisons détruites et la création de nouvelles.

### Pyramide des âges
La pyramide des âges de la commune démontre que Gordes est une ville nettement plus âgée que la moyenne française et que la part des jeunes adultes ne cesse de reculer. Si la part des enfants n'a pas varié entre les deux recensements de 1990 et 1999 tout en restant largement sous la moyenne du pays (12,4 % de garçons et 11,4 % de filles de moins de quinze ans contre 18,8 % et 16,9 % en France), la part des adultes de 15 à 44 ans, elle aussi inférieure à la moyenne nationale de trois à sept points, a, en revanche reculé de deux à quatre points durant la même période. Les retraités sont surreprésentés, totalisant 28 % de la population contre 18,2 % en France à l'inverse des jeunes scolarisés qui ne représentent que 16,5 % des Gordiens contre 25 % à l'échelle nationale.
Les tranches des 45 à 95 ans ou plus restent surreprésentées par rapport à la moyenne nationale à raison de huit points supplémentaires pour la tranche des 60 à 74 ans (20,8 % des hommes et 20,5 % des femmes à Gordes contre respectivement 12,9 % et 14,3 % en France) et le double de la moyenne nationale pour les plus de 75 ans (11,3 % et 13,9 % contre respectivement 5,7 % et 9,6 % en France),.

### Manifestations culturelles et festivités
La municipalité et le village organisent chaque année de nombreuses activités culturelles (concours photographiques, foires, dégustations, etc.) ainsi que le festival « Les Soirées d'été » (théâtre, jazz et variétés) chaque première quinzaine d'août aux « Terrasses de Gordes ». Aussi, depuis 2023 la commune organise au Printemps le salon du livre "Lire à Gordes".

### Sports et loisirs
Plusieurs petits clubs permettent la pratique du sport.
D'un point de vue de l'équipement footballistique, si de par sa taille, aucun club de premières divisions n'existe sur la commune, les footballeurs gordiens bénéficient tout de même de deux stades, tous deux situés au niveau du hameau des Imberts.

### Cultes
Il existe une église au cœur du bourg et une deuxième au cœur du hameau des Imberts, toutes deux y ayant régulièrement des messes célébrées.
On trouve aussi sur la commune un temple, au niveau du hameau anciennement protestant des Gros, au sud de la commune.

## Économie

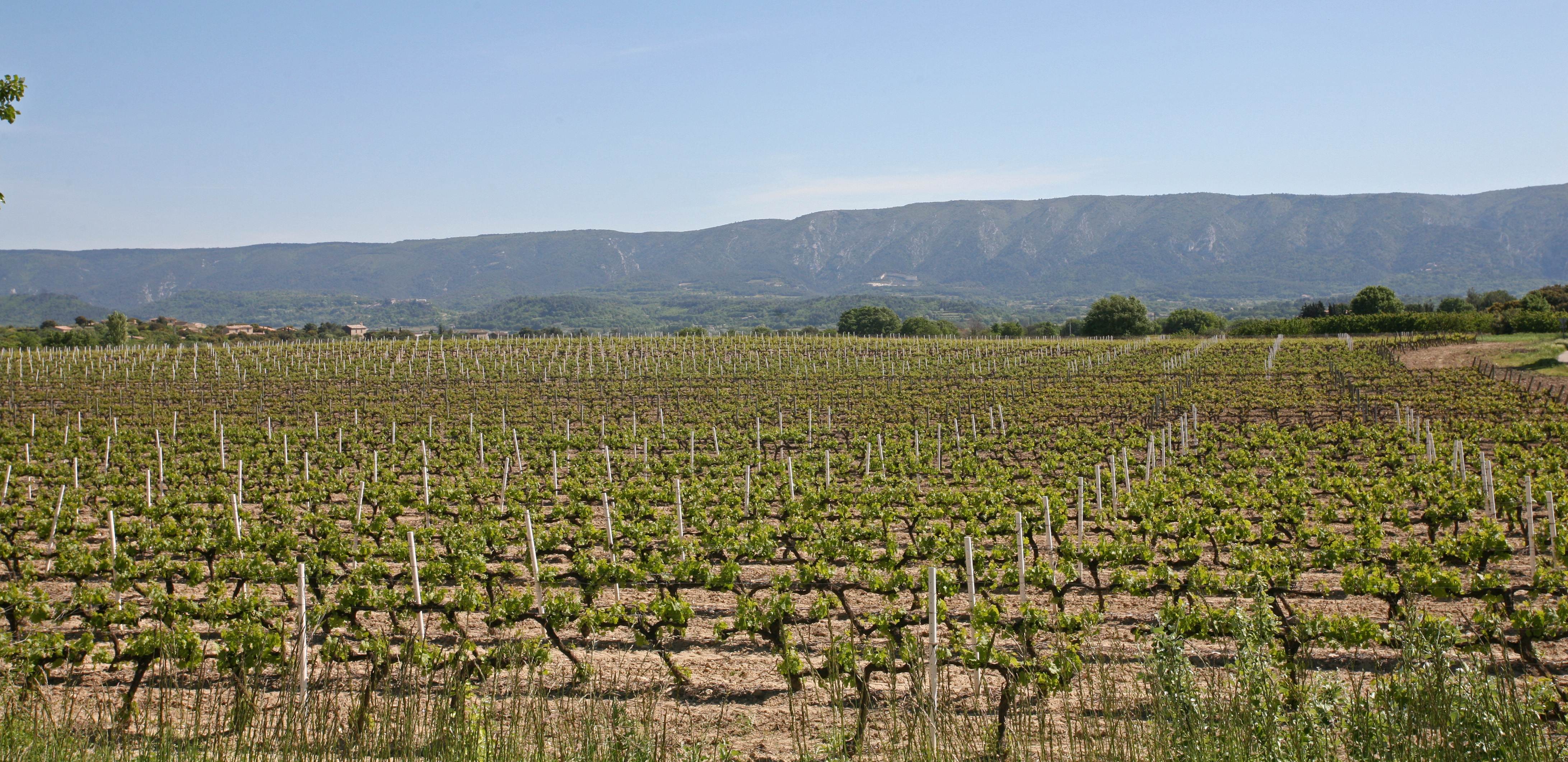
Vignes sur Gordes avec le petit Luberon en fond.

L'activité économique principale de Gordes est le tourisme. Avec plusieurs hôtels dont deux cinq étoiles, de très nombreuses chambres d'hôtes (couvrant l'ensemble des gammes de prix), plusieurs agences immobilières faisant de la location saisonnière, des gîtes et un camping, la commune dispose d'une forte capacité d'accueil.
L'activité commerciale est également importante avec des commerces de proximité variés et plusieurs magasins de souvenirs et de vente de produits régionaux (santons, tissus, huile d'olive, miel, etc). Par ailleurs, un marché provençal se déroule tous les mardis matin autour du château.
Gordes possède également deux centres de relaxation, de nombreuses piscines et bassins ainsi que plusieurs kilomètres de chemins de randonnée (GR 9, Véroncle, etc). On trouve également dans le village des galeries d'art et lieux d'exposition.
La commune de Gordes attire également artisans et commerçants des métiers de l'immobilier : agents, architectes, constructeurs, paysagistes, décorateurs, maçons.
Le village se caractérise par une représentation importante des artisans, commerçants et chefs d'entreprise, lesquels constituent pas moins de 18,1 % de la population active de la commune contre 6,4 % en moyenne nationale. Par ailleurs, Gordes comptait un taux de chômage de 10,4 % en 1999 contre 12,9 % en France. Le revenu moyen par ménage était, la même année, supérieur à la moyenne du pays avec 19 158 euros par an contre 15 027 euros par an en France.
La pression fiscale sur les particuliers de la commune est faible : la taxe d'habitation s'élevait en 2006 à 5,90 % à laquelle il faut ajouter le taux départemental de 7,20 %. La taxe foncière quant à elle s'élève à 8,85 % la même année. La part communale est restée stable depuis 2001 pour les deux. Des fiduciaires se sont également installés dans la commune.
Enfin, une activité agricole traditionnelle a toujours été présente dans la commune : vergers (oliviers, amandiers, cerisiers), chênaies à vocation truffière, lavandin et vignes (raisin de table et de cuve dont production en AOC ventoux). Les vins qui ne sont pas en appellation d'origine contrôlée peuvent revendiquer, après agrément, le label Vin de pays d'Aigues.

## Culture locale et patrimoine

### Lieux et monuments
- Église Saint-Firmin de Gordes.
- Église Saint-François-d'Assise des Imberts.
- Abbatiale de l'abbaye Notre-Dame de Sénanque de Gordes.

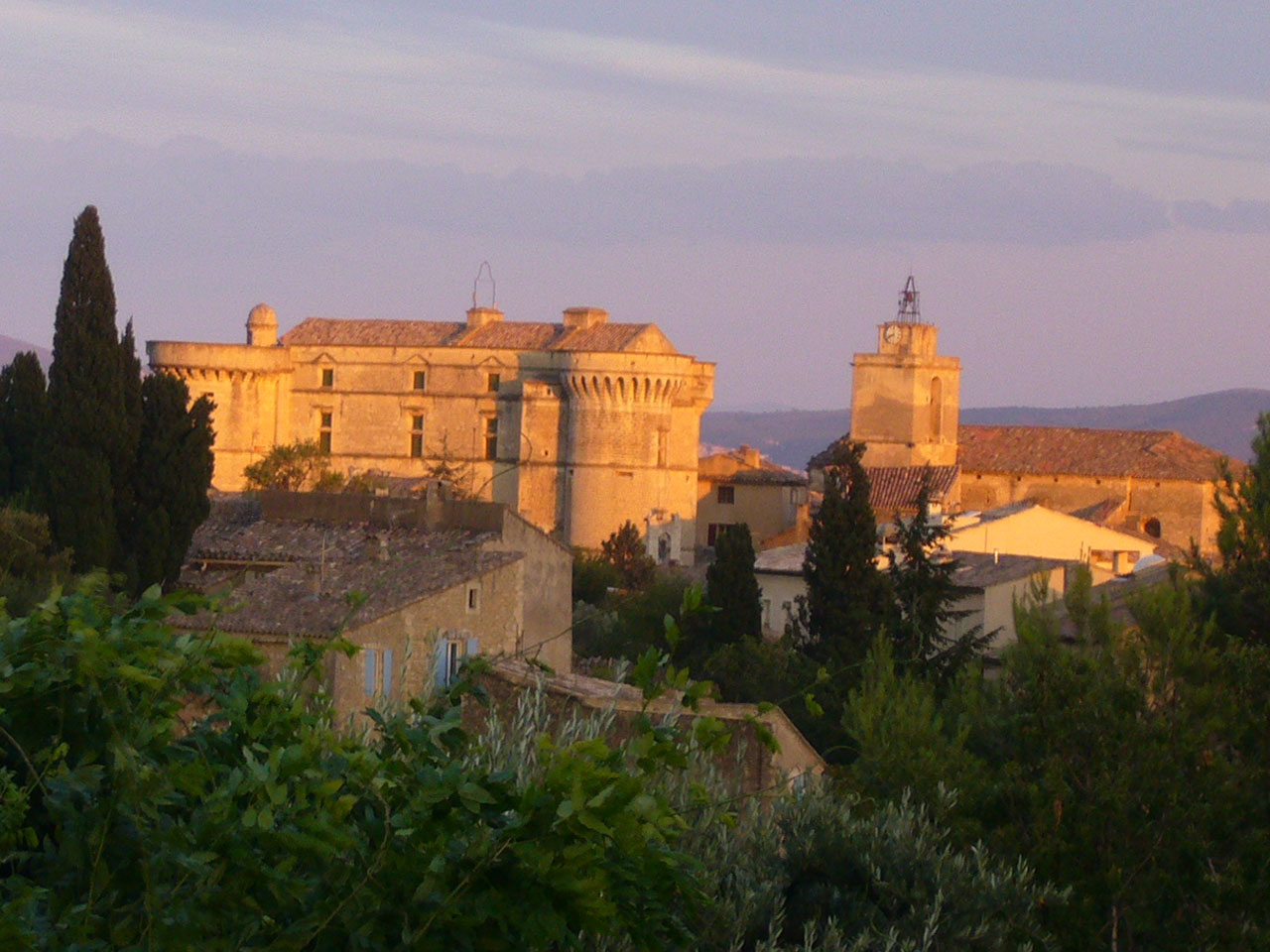
Le château et l'église de Gordes.

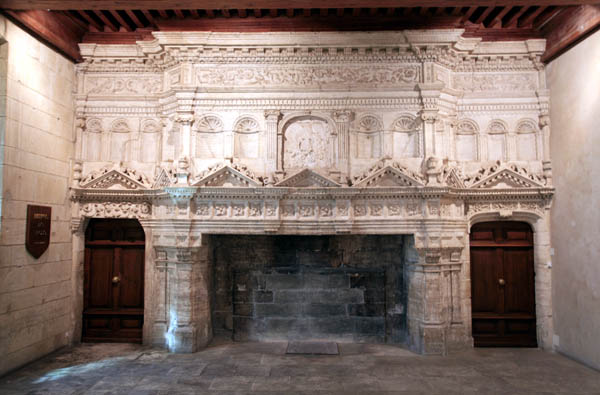
La cheminée principale du château de Gordes.

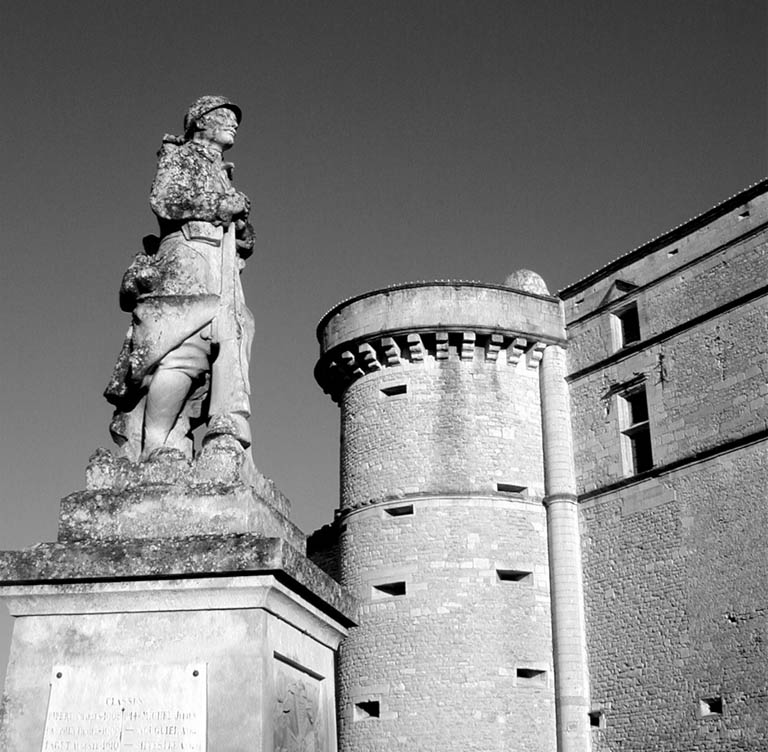
Monument aux morts et château de Gordes vu du nord.

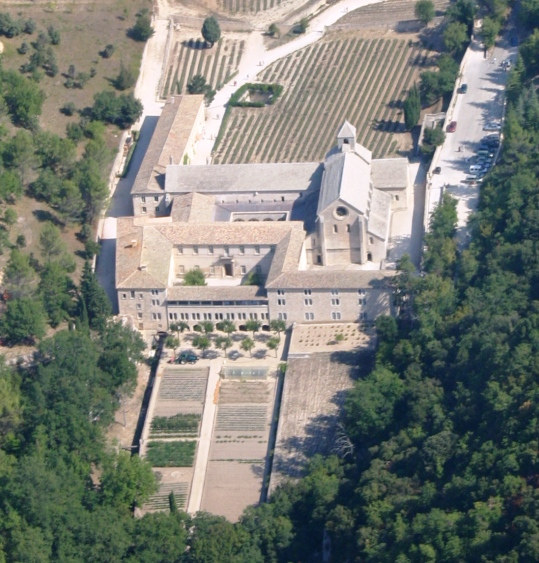
L'abbaye de Sénanque.

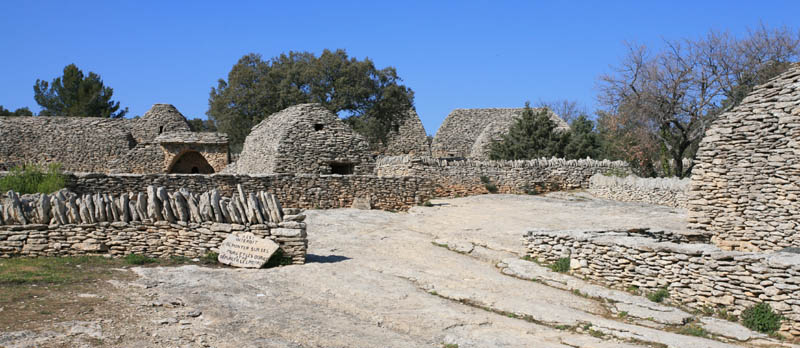
Le village des bories.

#### Dans le village
Gordes, dont le village est classé parmi les plus beaux villages de France, est très riche en lieux et monuments d'exception.
Le monument le plus marquant demeure le château dont la partie la plus visible est de style Renaissance. Érigé au centre du village, cet imposant édifice, reconstruit en 1525, a été classé monument historique le 4 juillet 1931 et abrite actuellement un musée de peinture consacré à Pol Mara, artiste belge, ainsi que l'office de tourisme. À l'intérieur, plusieurs cheminées, dont une datant de 1541, ornent les salles.
Sur la place au sud du château, une fontaine, déjà citée en 1342, fut pendant longtemps le seul point d'eau de la partie haute du village.
Encore plus au sud, en descendant vers le belvédère, se tient l'église Saint-Firmin,,, construite sur les bases d'une ancienne église du XIIIe siècle, réédifiée au XVIIIe siècle et consacrée à saint Firmin. La tour carrée, qui date probablement du XIVe siècle, sert de clocher, sans doute un ancien beffroi, et présente la particularité d'avoir un escalier extérieur qui ne mène nulle part, preuve qu'un autre bâtiment lui était autrefois accolé. À son pied se trouve la porte d'une ancienne prison.
À côté, accessible par la rue du Four, le palais Saint-Firmin (ancien hôtel Gaudin-de-Lancier), ses jardins et ses caves (salles troglodytes, citernes, escaliers souterrains, moulins à huile, etc) sont inscrits à l'inventaire des monuments historiques depuis le 4 mars 1998.
Plusieurs rues en calade (mot provençal pour désigner des ruelles pavées de pierres) partent de cette place au sud du château pour rejoindre les restes des anciennes fortifications dont la Porte de Savoie anciennement Portal de Costubague, déjà citée en 1540, l'hôtel Pluvinal et la chapelle Pluvinal, édifice religieux du XVIIe siècle qui doit son nom à sa proximité avec l'hôtel Pluvinal, la maison André Lhote, dont les façades sont inscrites sur l'inventaire des monuments historiques depuis le 28 octobre 1949, et l'aumônerie Saint-Jacques, ancienne hostellerie pour les pèlerins se rendant à Saint-Jacques-de-Compostelle dont les chapiteaux à décor floral sont très semblables à ceux de Sénanque. L'un d'eux présente à ses angles l'illustration des coquilles Saint-Jacques. On date le bâtiment du XIVe ou du XVe siècle malgré la présence de trois baies de facture romane.
Plus bas, au pied du village, dans le quartier dit de « Fontaine basse », se trouvent des anciens lavoirs, un moulin et plusieurs anciennes chapelles dont la « chapelle d'en bas » creusée dans le roc.
Depuis la place au nord, là où se trouve le monument aux morts, on accède à l'hôtel Simiane, ancien hôpital pour personnes âgées devenu centre administratif et culturel de Gordes et abritant l'hôtel de ville, la bibliothèque municipale ainsi qu'une très belle salle d'exposition d'art, et à la chapelle des pénitents blancs, déjà mentionnée dans les archives municipales de 1667 et qui était alors à côté de la Porte de la Frache dont il ne reste aucune trace.

#### Dans la commune
Dans un vallon à l'ouest du village, au bord de la Sénancole, se trouve l'abbaye cistercienne de Sénanque, fondée le 23 juin 1148 à l'initiative de l'évêque de Cavaillon par des moines cisterciens venant de Mazan-l'Abbaye dans l'Ardèche. L'abbaye est classée monument historique depuis le 10 avril 1921.
Au pied du village, dans la plaine de Gordes, à environ un kilomètre au sud, se trouvent les restes de l’abbaye bénédictine de Saint-Chaffret. Un document de 1738 lui attribue la fondation du village.
À trois kilomètres à l'ouest du bourg, au lieu dit les Savournins, se trouve un ancien groupement de cabanes en pierre sèche et d’aires à dépiquer le blé, connu localement sous le vocable « les Cabanes » jusqu’à son rachat par Pierre Viala dans les années 1970. Restauré et transformé en musée de plein air sous l’appellation de « Village des Bories », il a été promu monument historique le 17 octobre 1977.
Au lieudit Saint-Eyries, se dressent trois cabanons pointus en pierre sèche, baptisés "les Trois Soldats" par les cartes postales. Le bâtiment central est un abri de paysan tandis que ceux qui l'encadrent sont des pigeonniers. Ils ont été édifiés sous le second Empire par un certain Imbert, dit lou Dôle (Isidore).
À moins d'un kilomètre à l'est du village, au lieu-dit « les Cousins », se trouvent treize tombes rupestres de forme trapézoïdale, orientées nord-sud et taillées à même le rocher.
À quelques kilomètres du village, toujours sur la commune, on trouve les moulins de Véroncle : ruines d'anciens moulins à eau situés dans une gorge creusée dans le calcaire par la Véroncle à l'est du village, entre Murs et le bas de Gordes. Ces moulins utilisaient la force de l'eau pour activer une meule. Le premier moulin fut construit en 1506 et le dernier cessa de fonctionner en 1910. Plusieurs canaux, conduites, meules, réservoirs à eau, etc., sont encore en place. Un parcours de randonnée pédestre de quatorze kilomètres a été créé pour permettre leur redécouverte par le public.
On trouve enfin de nombreux oratoires (Saint-Pons XVIIe, de la Vierge XVIIe, Saint-Fabien-et-Saint-Sébastien XVIIIe, Notre-Dame XIXe).

### Patrimoine naturel
La plupart des espaces naturels, qui occupent plus de la moitié de la commune, sont formés de forêts méditerranéennes et notamment des chênaies situées dans les monts de Vaucluse. Ces espaces naturels sont en grande partie protégés par leur classement en zone naturelle d'intérêt écologique, faunistique et floristique (ZNIEFF) de type 1 (1 861 hectares) et de type 2 (29 475 hectares) ou en secteur de valeur biologique majeure (SVBM) de 703,523 hectares à « La Sénancole » et de 235,195 hectares dans les secteurs de la Combe de Véroncle et du bois d'Audibert (Rochers et combes des monts de Vaucluse).
La faune est, elle aussi, protégée comme les grands rapaces du Luberon (arrêté de protection de biotope du 25 avril 1990).
Une zone de nature et de silence d'une superficie de 1 861 hectares est aussi en vigueur.
Les abris de Baume Brune sont visibles sur les communes de Gordes et de Joucas.

### Héraldique
Il existe plusieurs types d'armoiries pour Gordes. Les plus anciennes, enregistrées en 1696 dans l'Armorial Général de France, sont celles de la famille de Gordes-Simiane, comportant la double filiation :
La première (à gauche), celle de la famille de Simiane, est « d'or semé alterné de tours et de fleurs de lys d'azur ».
La deuxième (à droite), celle des Gordes, est « de gueules à une gourde d'or ». La gourde est faite d'une coloquinte (ou « coucourde » en provençal) vidée et séchée. Il s'agit d'armes parlantes, c'est-à-dire dont les éléments par consonance évoquent le nom du possesseur : « Gourde » pour « Gordes ». Cette gourde a un sens hermétique : dès les premiers siècles, dans l'iconographie chrétienne, sa symbolique se rapporte à l'immortalité. C'est une allusion à l'épisode de Jonas qui, sortant du ventre de la baleine, alla s'abriter sous une plante que la traduction grecque appelle coloquinte. De même, cette coloquinte devenue « gourde » étanche la soif du pèlerin qui a besoin d'eau.
Armes actuelles
En 1984, madame Mireille Louis crée de nouvelles armoiries : « Mantelé d'or à deux gourdes de gueules, et de gueules à une gourde d'or ».
Ornements extérieurs (non représentés ici) : « L'écu est timbré de la colonne murale à trois tours d'or, ouverte et maçonnée de sable. Il est soutenu à dextre par une branche de chêne d'or, à sénestre par une branche d'olivier du même et en pointe par un pampre de vigne de sinople fruité d'or. En pointe de l'écu est appendue la croix de guerre 1939-1945 avec étoile d'argent. »
Les trois gourdes évoquent la branche Gordienne de la famille des Simiane mais aussi les trois joyaux de la commune : l'abbaye de Sénanque, le château de Gordes et le village des bories. La couronne murale à trois tours est le symbole que portaient les déesses grecques protectrices des cités et rappelle la place forte qu'a été le village de Gordes. Les branches de chênes, d'oliviers et la vigne caractérisent les cultures locales (dont la truffe, partie d'un champignon souvent récoltée sous les chênes). La Croix de guerre rappelle la citation de Gordes à l'ordre de la Division le 11 novembre 1948.
La dernière version officielle reprend la symbolique centrale des trois gourdes avec couronne murale à trois tours.
Note: le blasonnement de l'écu est fautif, le champ est de gueules et doit être blasonné en premier. Les couleurs sont répétées, ce qui est à éviter. Plus conforme serait : « De gueules mantelé d'or, à trois gourdes de l'un en l'autre. » Le texte original indique « colonne murale », ce qui est assez peu compréhensible ici et en contradiction avec le dessin « officiel » correspondant (non reproduit ici) et les symboles évoqués. Il s'agit probablement d'une coquille typographique pour « couronne murale ». De plus, le terme « timbré » est ici abusif, le timbre étant une marque de dignité que la couronne de Gordes ne comporte pas. Un blasonnement plus rigoureux serait : « l'écu surmonté (ou sommé) d'une couronne murale... ». « Soutenu » suppose des « soutiens » qui se placent à dextre et à sénestre et non dessous. La branche de chêne et celle d'olivier font donc de bons « soutiens » mais pas le pampre. Un blasonnement plus rigoureux serait « soutenu à dextre par [...], à senestre par [...] et posé sur un pampre de vigne ».

### Gordes dans les arts
Les maisons de pierres claires et les ruelles en calades de Gordes ont été une source d'inspiration pour de nombreux peintres et photographes (notamment Marc Chagall, Jean Deyrolle, Georges Feher, Rosario Galatioto et Willy Ronis).
Le château de Gordes abritait jusqu'en 1996 un musée didactique comprenant près de 500 œuvres originales de Victor Vasarely.

#### Littérature
La commune de Gordes est présente directement ou indirectement dans plusieurs ouvrages littéraires. On peut noter par exemple :
- La vénus de Gordes d'Ernest Daudet (1875)[103] ;
- Sa Majesté l'argent III, La Comtesse De Gordes de Xavier de Montépin (1878) ;
- L'ensemble des aventures du Chat Moune de Philippe Ragueneau (de 1981 à 1990) ;
- Les trois Joyaux de Gordes de Marc de Smedt (1988) ;
- Une année en Provence de Peter Mayle (1993) ;
- L'Affaire Cabre d'or: Une enquête du commissaire Garrigue, par Édouard Brasey[104].

#### Cinéma
Plusieurs films ont été tournés à Gordes, notamment :
- L'Été meurtrier de Jean Becker (1983) ;
- L'Amour en héritage de Kevin Connor (1984) ;
- Gazon maudit de Josiane Balasko (1995) ;
- 18 ans après de Coline Serreau (2003) (scènes tournées au village des bories) ;
- Une grande année de Ridley Scott (2006) (tourné principalement à Gordes et à Bonnieux) ;
- Les Vacances de Mr. Bean de Steve Bendelack (2006).

#### Bande dessinée
- Léo Loden 11 : Diamants noirs sur canapé.

### Personnalités liées à la commune

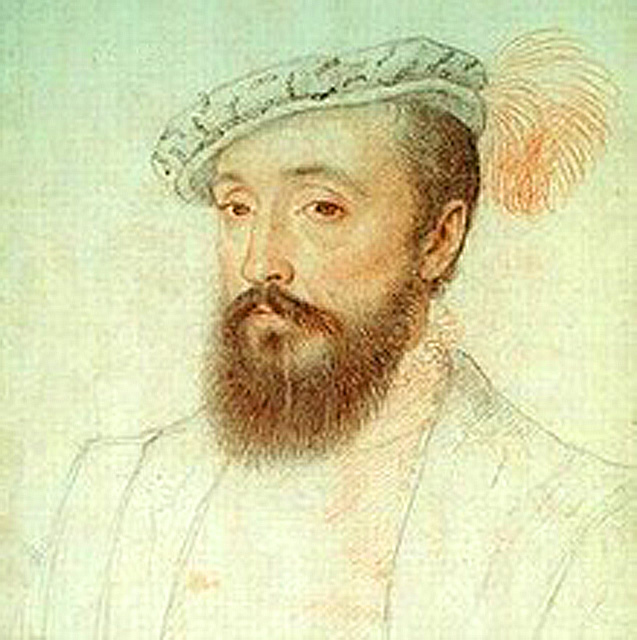
Bertrand-Rambaud de Simiane, baron de Gordes.

- Bertrand-Rambaud de Simiane (1513-1578), premier à se faire appeler baron de Gordes, etc.
- Louis Althusser (1918-1990), philosophe, y a eu une maison[106].
- Georges Borgeaud (1914-1998), écrivain. A passé de très nombreux étés à Gordes où il a écrit « La Vaisselle des évêques »[107].
- Alain Boublil (1941-), auteur de scénarios et parolier de comédies musicales.
- Marc Chagall (1887-1985), artiste peintre[108].
- Claude Chamboissier dit Framboisier, a habité la plaine de Gordes dans les années 1990[109].
- Pierre Chapo (1927-1987), designer créateur de mobilier contemporain en bois massif s'installe à Gordes en 1967.
- Jean Deyrolle (1911-1967), peintre[108], enterré au cimetière de Gordes[110].
- Michel Drach (1930-1990), réalisateur de films.

- Jean Echenoz (1947-), écrivain.

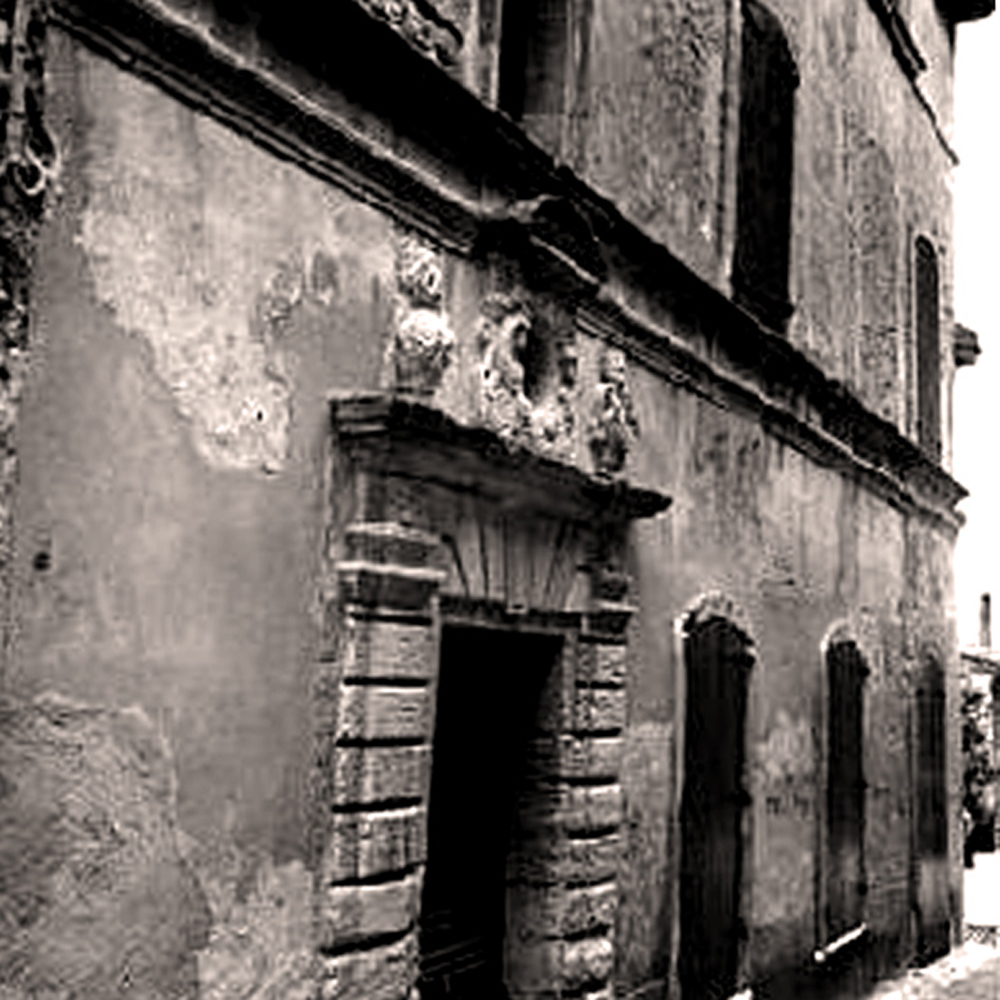
Maison Lhote à Gordes.

- Harold Kay (1926-1990), animateur de radio et comédien, y repose.
- André Lhote (1885-1962), peintre, sculpteur, etc. y a eu une maison[108] et a donné son nom à une rue du bourg.
- Frédéric Lenoir (1962-), philosophe, sociologue et historien des religions[111].
- Léopold Leysen dit Pol Mara (1920-1998), artiste peintre[108].
- Cameron Mackintosh (1946-), producteur de comédies musicales écossais, a eu une maison au hameau des Gros.
- François Mitterrand (1916-1996) puis Mazarine Pingeot, sa fille, (1974-), propriétaires, par le biais de SCI, de maisons (dont ruines) à Gordes.
- Richard Perle (1941-), homme politique néoconservateur américain, y possède une villa.
- Florence Pernel (1966-), comédienne.
- Serge Poliakoff (1900-1969), artiste peintre, ami d’André Lhote et de Marc Chagall.
- Roman Polanski (1933-) et sa compagne, Emmanuelle Seigner (1966-), y ont une maison.
- Philippe Ragueneau (1917-2003), journaliste, écrivain et résistant, et sa seconde épouse, Catherine Anglade (1929-1994), productrice à la télévision. Le chat Moune, l'un des héros des livres de Raqueneau, a réellement existé.
- France Roche (1921-2013), journaliste à la télévision qui a découvert Gordes en couvrant le festival d'Avignon.
- Willy Ronis (1910-2009), artiste photographe qui a habité Fontaine Basse. L'une de ses photographies, Le nu provençal, a été prise à Gordes en 1949.
- Walter Salles (1956-), producteur et réalisateur de films brésilien.
- Hans Hermann Steffens (1911-2004), peintre et graveur. A habité et est mort à Gordes.
- Sylvie Tellier (1978-), Miss France 2002, a eu une maison et s'y est mariée.
- Jean Tortel (1904-1993), poète et essayiste[112].
- Victor Vasarely (1906-1997), artiste ayant eu un musée dans les salles du château inauguré en 1970 par madame Claude Pompidou. Si certains aléas ont entraîné la disparition du musée, le nom de l'artiste n'en reste pas moins lié à la cité qu'il avait choisie[108].
- Paul Vayson (1842-1911), peintre paysagiste.
- Georges Wolinski (1934-2015), dessinateur satiriste et sa femme Maryse, écrivain, ont habité Gordes quelques années.
- Yvan Amar (1950-1999), philosophe spirituel, écrivain et conférencier.